# 朱沅芷
朱沅芷（1906年2月22日—1963年6月5日）英文名作Yun Gee，美籍华人畫家，生平主要活動於舊金山、巴黎和紐約。

## 生平
生於广东省開平縣，父親是在美國舊金山工作的華工。少年時曾隨高劍父、高奇峰學畫。1921年朱沅芷赴美依親，取得美國國籍，後進入加州美術學校（今旧金山艺术学院）學習。1927年去巴黎。1930年去紐約。1936年-1939年又待在巴黎。1963年在紐約死於胃癌。

## 外部連結
- Yun Gee – The Art of Yun Gee （页面存档备份，存于）